# Bataille de fort Stedman
Guerre de Sécession
Batailles
Campagne de Richmond-Petersburg
- 1re Petersburg
- 2e Petersburg
- Jerusalem Plank Road
- Raid de Wilson–Kautz
- Stauton River Bridge
- Sappony Church
- 1re Ream's Station
- 1re Deep Bottom
- Cratère
- 2e Deep Bottom
- Globe Tavern
- 2e Ream's Station
- Raid de Beefsteak
- Chaffin's Farm
- Peebles' Farm
- Vaughan Road
- Darbytown & New Market Roads
- Darbytown Road
- Fair Oaks & Darbytown Road
- Boydton Plank Road
- Bataille de Trent's Reach
- Hatcher's Run
- Fort Stedman

La bataille de fort Stedman, aussi connue comme la bataille de Hare's Hill, s'est déroulée le 25 mars 1865, pendant les dernières semaines de la guerre de Sécession. La fortification de l'armée de l'Union située sur les lignes du siège de Petersburg, en Virginie, est attaquée lors d'un assaut confédéré avant l'aube par les troupes commandées par le major général John B. Gordon. L'attaque est la dernière tentative sérieuse des troupes confédérées pour briser le siège de Petersburg. Après un succès initial, les hommes de Gordon sont repoussés par les troupes du IXe corps de l'Union commandées par le major général John G. Parke.

## Contexte

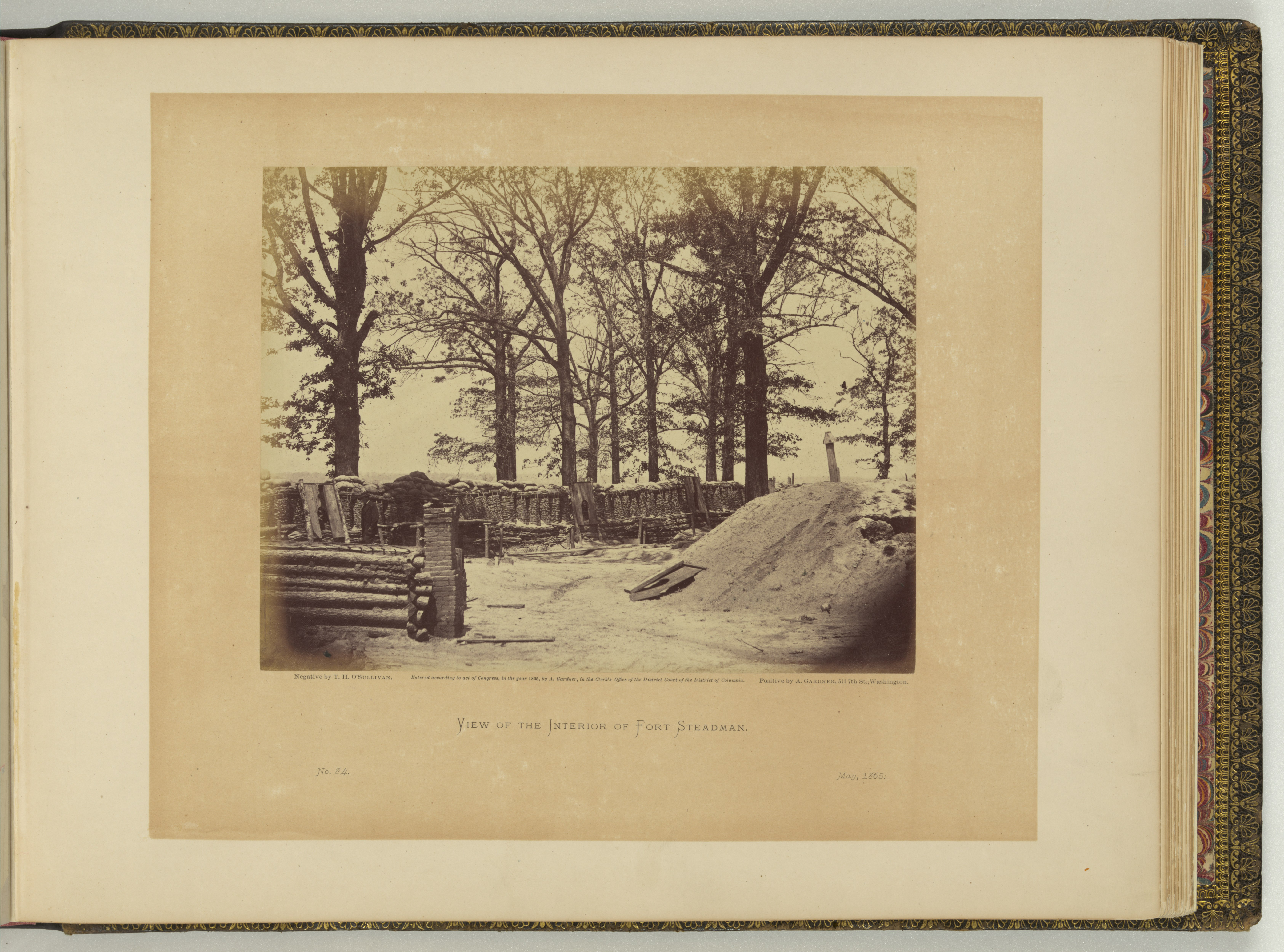
Vue de l'intérieur du fort Stedman.

Pendant le mois de mars 1865, le général confédéré Robert E. Lee continue de défendre ses positions autour de Petersburg, mais son armée est affaiblie par la désertion, la maladie, et le manque de fournitures, et il est en infériorité numérique par rapport à son homologue de l'Union, le lieutenant général. Ulysses S. Grant, environ 50 000 contre 125 000, et il demande au major général John B. Gordon des conseils. Gordon répond qu'il a trois recommandations, dans l'ordre décroissant de préférence : tout d'abord, l'offre de paix à l'ennemi ; en second lieu, la retraite à partir de Richmond et Petersburg, faire la liaison avec l'armée confédérée en Caroline du Nord, sous les ordres du général Joseph E. Johnston, défaire conjointement Sherman, et puis partir contre Grant ; troisièmement, combattre sans délai. Une discussion s'ensuit, avec Lee rejetant les implications politiques du premier choix, et soulignant la difficulté du deuxième, mais Gordon quitte la réunion avec l'impression que Lee examine ces options. Le 6 mars, cependant, Gordon est convoqué au quartier général et Lee lui dit que « il ne semblait pas qu'il y eut une chose que nous pourrions faire, combattre. Rester immobile aurait été la mort. Ce ne pouvait être que la mort, si nous nous étions battus et avions échoué ».
Gordon écrit plus tard dans ses mémoires qu'il « a travaillé jour et nuit à ce problème extrêmement grave et décourageant, sur la solution correcte de qui dépendait de la décision du chef du moment et de l'endroit où il allait livrer son dernier coup pour la vie de la Confédération ». Il travaille sur ses plans jusqu'au 23 mars et décide de recommander une attaque surprise contre les lignes de l'Union qui forcera Grant à contracter ses lignes et perturbera ses plans d'assaut des retranchements confédérés (lesquels, à l'insu de Lee et Gordon, Grant a déjà ordonné pour le 29 mars).
Gordon planifie un assaut avant l'aube à partir du bastion confédéré connu comme le saillant de Colquitt contre le fort Stedman, l'une des fortifications des lignes de l'Union qui enserrent Petersburg, nommé en hommage à Griffin A. Stedman, un colonel de l'Union du Connecticut qui a été tué vers le mois d'août 1864. Il est l'un des points les plus proches des retranchements confédérés, il est protégé par quelques chevaux de frise en bois, et un dépôt d'approvisionnement sur le chemin de fer militaire des États-Unis est à moins d'un mille derrière le fort. Directement après la capture de fort Stedman et de son artillerie, les soldats confédérés doivent partir vers le nord et le sud le long des lignes de l'Union pour nettoyer les fortifications voisines et ouvrir le chemin pour l'attaque principale, ce qui mènera à la base principale de ravitaillement de l'Union à City Point (également le quartier général de Grant), à 10 milles (16 kilomètres) au nord-est de la jonction de la rivière Appomattox et du fleuve James.
La force d'assaut, est composée de trois divisions du deuxième corps de Gordon (sous les ordres du brigadier général Clement A. Evans, du major général Bryan Grimes, et du brigadier général James A. Walker), de deux brigades de la division du quatrième corps du major général. Bushrod R. Johnson (sous les ordres du brigadier général Matt W. Ransom et William H. Wallace) en soutien, et de deux brigades de la division du troisième corps du major général Cadmus M. Wilcox en réserve. Lee ordonne également à la division du major général George Pickett du premier corps de sortir de sa position au nord du fleuve James à temps pour participer à l'action. Cela représente près de la moitié de l'infanterie de l'armée de Virginie du Nord à la disposition de Lee : 11 500 hommes du corps de Gordon et de la division de Bushrod Johnson, 1 700 hommes de Wilcox à proximité, et 6 500 hommes de Pickett. La division de cavalerie du major général W. H. F. "Rooney" Lee est désignée pour exploiter la percée attendue de l'infanterie. En face d'eux, le IXe corps de l'Union commandé par le major général John G. Parke, défendant les 7 milles (11,3 kilomètres) au sud de la rivière Appomattox, et armant les batteries d'artillerie IX et X devant Gordon (du nord au sud), le fort Stedman, et les batteries XI et XII. La troisième division de Parke, sous les ordres du brigadier général John F. Hartranft, est en réserve derrière les lignes. Alors que le major général George G. Meade est loin, à City Point avec Grant, Parke assure l'intérim du commandement de l'armée du Potomac, bien qu'il ne s'en rende compte qu'après le début de l'attaque de Gordon.

## Bataille

### Attaque confédérée
L'attaque de Gordon débute à 4 heures 15. Des groupes de tirailleurs et d'ingénieurs se faisant passer pour des déserteurs partent pour déborder les piquets de l'Union et retirer les obstacles qui permettent de retarder l'avance de l'infanterie. Ils sont suivis par trois groupes de 100 hommes qui doivent enlever les ouvrages de l'Union et s'infiltrer dans la zone arrière de l'Union . Ces hommes comptent sur l'effet de surprise et la vitesse - ils portent de mousquets déchargé afin de prévenir un tir accidentel qui alerterait l'ennemi. L'effort principal se situe entre les batteries de X et XI, avec un groupe se déplaçant vers le nord vers la batterie XI et deux autres vers la batterie X et Stedman. Le mouvement est une surprise complète.

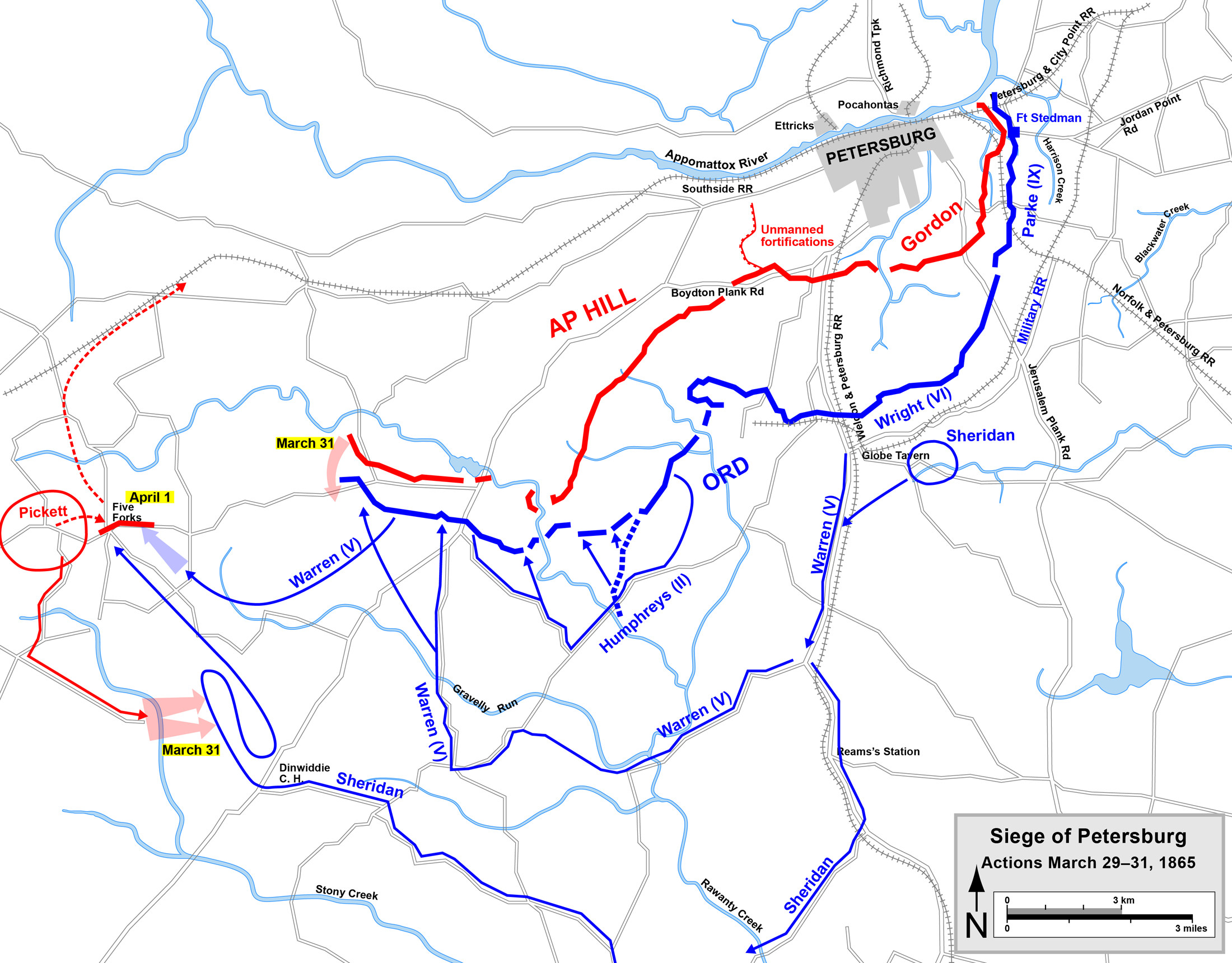
Siège de Petersburg, les actions avant Five Forks.
Confédération.
Union.

Le brigadier général breveté Napoleon B. McLaughlen, l'officier responsable du secteur du fort Stedman, entend le bruit de l'attaque, s'habille rapidement dans l'obscurité précédant l'aube, et part pour le fort Haskell, situé juste au sud de la batterie XII, qu'il trouve prêt à se défendre. Alors qu'il part vers le nord, McLaughlen ordonne à la batterie XII d'ouvrir le feu sur la batterie XI et ordonne au régiment d'infanterie de réserve, le 59th Massachusetts, de contre-attaquer, ce qu'il fait, baïonnette au canon, reprenant brièvement la batterie XI. Supposant qu'il a comblé la seule brèche dans la ligne, McLaughlen se rend dans le fort Stedman. Il se rappelle, « j'ai franchi le parapet et rencontré quelques hommes venant des courtines, qui, dans l'obscurité, je supposais faisaient partie du piquet, je les plaçais à l'intérieur de l'ouvrage, donnant des ordres pour qu'ils se positionnent et tirent, ordres qui, tous, ont été immédiatement suivis ». Il se rend soudain compte que les hommes qu'il commande sont des confédérés et ils réalisent qu'il est un général de l'Union, le capturant. Il est ramené à travers le no man's land et remet son épée personnellement à Gordon.
Gordon arrive bientôt au fort Stedman et découvre que son attaque a jusque là dépassé ses « attentes les plus optimistes ». En quelques minutes, les batteries X, XI (reprises au 59th Massachusetts), XII et le fort Stedman sont capturés, ouvrant un trou de près de 1 000 pieds (304,8 m) dans la ligne de l'Union. Les artilleurs confédérés sous les ordres du lieutenant-colonel Robert M. Stribling utilisent les canons capturés du fort Stedman et de la batterie X pour prendre en enfilade les retranchements au nord et au sud. L'attaque commence à avoir des difficultés au nord à la batterie IX, où les troupes de l'Union forment une ligne de bataille et où les confédérés sont trop désorganisés devant le labyrinthe des tranchées pour l'attaquer efficacement. Gordon reporte son attention sur le flanc sud de son attaque et sur le fort Haskell, contre lequel il lance sa division sous les ordres de Clement Evans. Les défenseurs utilisent avec succès des boites à mitraille, stoppant l'assaut. L'artillerie confédérée du saillant de Colquitt commence à bombarder le fort Haskell et l'artillerie de campagne fédérale riposte, ainsi que les énormes canons de siège à l'arrière. Lorsque le drapeau de l'Union est abattu, les artilleurs de l'Union supposent qu'il est tombé aux mains des confédérés et ouvrent le feu sur leurs propres hommes. Des volontaires sont trouvés pour relever le drapeau et quatre d'entre eux sont tués avant que l'artillerie fédérale cesse de tirer.
Gordon envoie un message à Lee indiquant que l'attaque se passe bien, mais il n'est pas informé des problèmes qui se développent. Ses trois détachements de 100 hommes errent à l'arrière dans la confusion et beaucoup s'arrêtent manger des rations fédérales capturées. La cavalerie n’a pas trouvé de passage pour passer à l’arrière. La division de Pickett a tellement de difficultés avec le transport ferroviaire que seules trois des quatre brigades sont parties comme prévu et elles n'arrivent que vers midi, trop tard pour prendre part à la bataille. Et la force principale de la défense de l'Union commence à se mobiliser. Parke agit de manière décisive, ordonnant à la division de réserve de Hartranft de combler le trou pendant que son artillerie de réserve sous le commandement du colonel John C. Tidball prend position sur une crête à l'est du fort Stedman et commence à bombarder les confédérés.

### Contre-attaque de l'Union

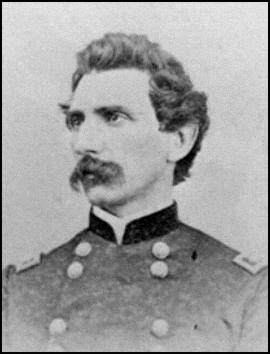
Brigadier général John F. Hartranft.

Selon l’historien Noah Andre Trudeau , Hartranft « était un homme obsédé. Dès l'instant où il a appris que Fort Stedman était tombé, Hartranft avait travaillé avec acharnement pour limiter la percée des Confédérés et, une fois cet objectif atteint, éliminer la poche ». Trouvant que le major général Orlando B. Willcox, commandant de la première division de Parke et officier d'un plus haut rang, prépare son quartier général à la retraite, Hartranft réussit à convaincre Willcox de céder le commandement tactique et il organise des forces de défense qui entourent complètement la percée confédérée à 7 heures 30 du matin, la stoppant un peu avant le dépôt ferroviaire militaire de Meade Station. L'artillerie de l'Union, consciente que les confédérés occupent les batteries et le fort Stedman, ouvre un déluge de feu contre eux.
Gordon, qui se trouve dans le fort Stedman, réalise que son plan a échoué lorsque ses hommes de tête commencent à revenir et signale une résistance remarquable de la part de l'Union. Avec la permission de Lee, qui est arrivé pour regarder la bataille, Gordon se dépêche pour ramener ses forces en sécurité. À 7 heures 45 du matin, 4 000 soldats de l'Union sous les ordres de Hartranft forment un demi-cercle de 1,5 milles (2,4 kilomètres), prêts à contre-attaquer. Un messager arrive avec l'ordre de Parke de retarder l'attaque pendant que des renforts du VIe corps montent à l'avant, mais Hartranft ordonne à sa ligne de charger, écrivant par la suite que « j'ai vu que l'ennemi avait déjà commencé à faiblir et que le succès était certain. J'ai donc laissé la ligne charger ; à part cela, il était douteux que j'aie pu communiquer avec les régiments sur les flancs à temps pour contremander le mouvement ». Les confédérés en retraite tombent sous le feu croisé de l'Union, subissant de nombreuses pertes. Leur attaque a échoué. Le fort Stedman est repris par une section du 208th Pennsylvania.

## Conséquences

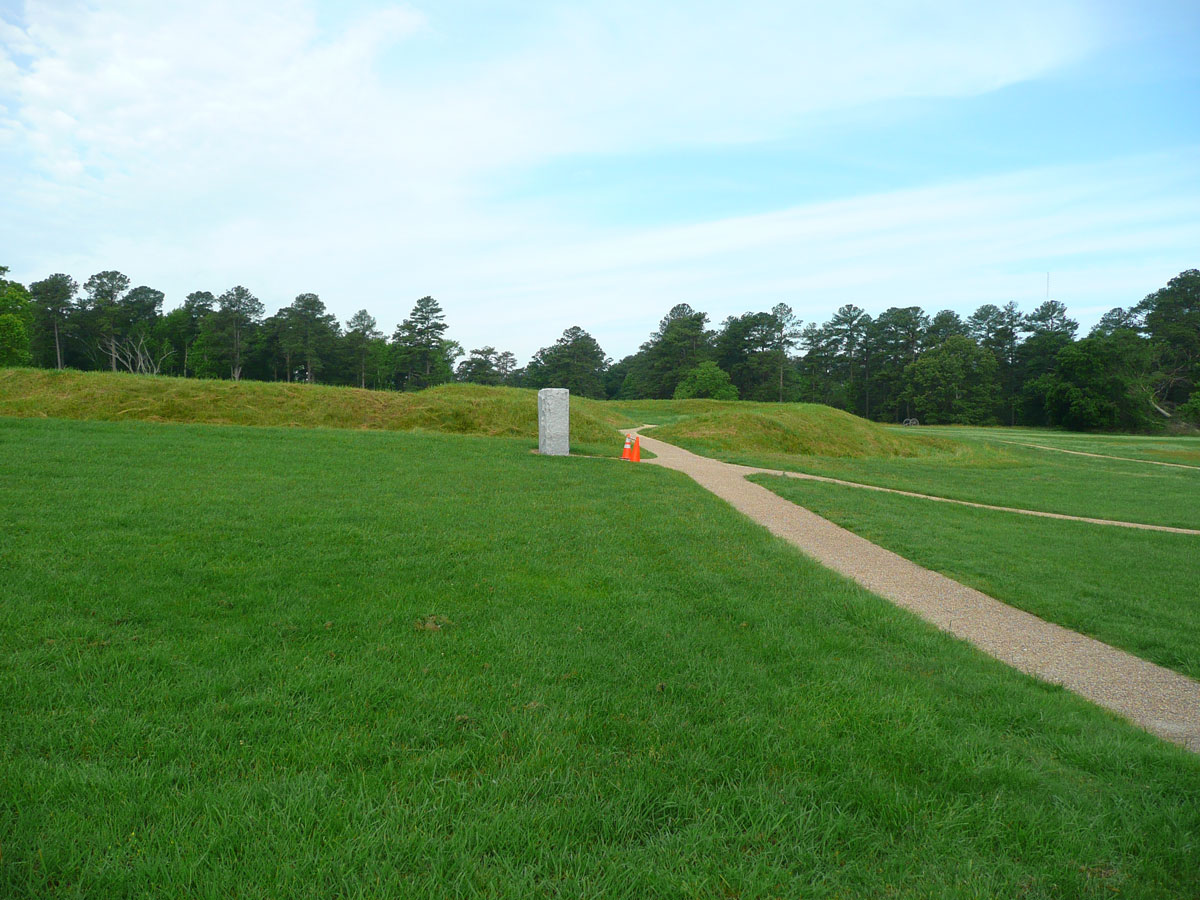
Fort Stedman, 2009.

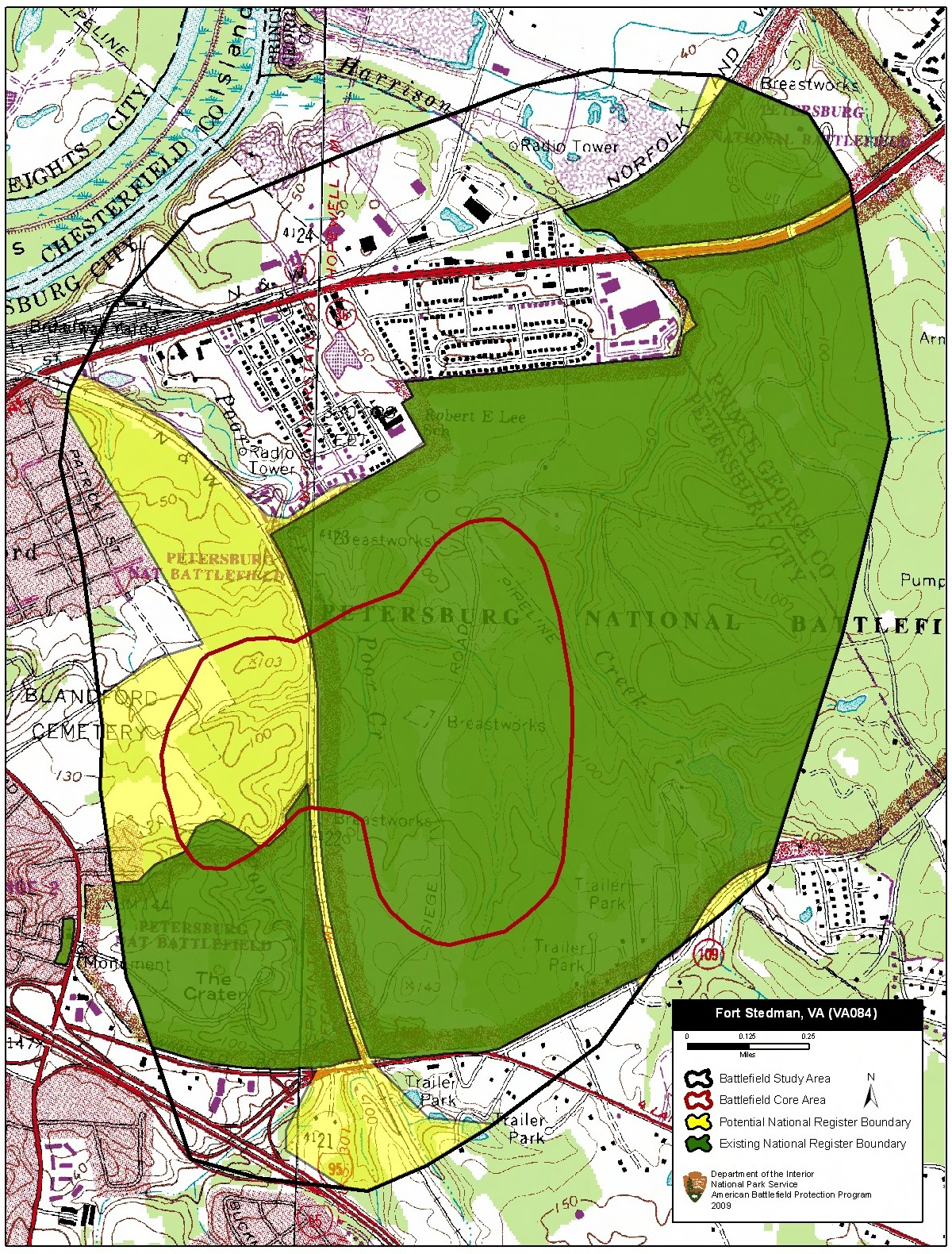
Carte du champ de bataille de fort Stedman et des zones d'étude du programme de protection des champs de bataille américains.

Un visiteur distingué a failli assister à l'action le 25 mars. Le président Abraham Lincoln s'entretient avec le général Grant et une revue des troupes d'une division est prévue à proximité dans la matinée. En raison de l'attaque des confédérés, la revue est reportée à l'après-midi. Un prisonnier confédéré est surpris de voir le général et le président si peu de temps après ce qu'il considère comme une attaque massive, chevauchant « apparemment pas le moins du monde inquiet et comme si de rien n'était  ». Lui et ses codétenus remarquent cette assurance et « d'un commun accord ont convenu que notre cause était perdue ». Lincoln télégraphie au secrétaire de la Guerre, Edwin M. Stanton, ce matin-là : « Nous sommes arrivés ici en sécurité vers 21 heures hier. Pas de nouvelles de la guerre. . . Robert [le fils de Lincoln, servant d'aide-de-camp à Grant] vient de me dire qu'il y a eu un petit raffut ce matin, se terminant là où tout a commencé ».
L’attaque du fort Stedman s’avère être une action de quatre heures sans impact sur les lignes de l’Union. L'armée confédérée est contrainte de reculer ses propres lignes, alors que l'Union attaque plus bas sur la ligne de front. Pour donner suffisamment de force à l'attaque de Gordon pour réussir, Lee a affaibli son flanc droit. Le IIe corps et le VIe corps capturent une grande partie de la ligne de piquets confédérés retranchée au sud-ouest de Petersburg, mais constatent que la ligne principale est toujours bien armée. Cette avancée de l'Union prépare le terrain pour l'attaque décisive de Grant lors de la troisième bataille de Petersburg, le 2 avril 1865.
Les pertes unioniste de la bataille de fort Stedman s'élèvent à 1 044 victimes (72 morts, 450 blessés, 522 disparus ou capturés) et pour les confédérés à 4 000 victimes (600 morts, 2 400 blessés, 1 000 disparus ou capturés). Après la bataille, la défaite de Lee n'est qu'une question de temps. Sa dernière occasion de rompre les lignes de l'union et de reprendre l'initiative a disparu. La bataille de fort Stedman est la dernière action offensive de l'armée de Virginie du Nord. Une semaine plus tard, l'armée de l'Union brise les lignes confédérées mettant fin à la campagne Richmond-Petersburg[Quoi ?]. Juste après, s'ensuit la campagne Appomattox et la capitulation finale de l'armée de Lee le 9 avril 1865.